# L'amore eternit
L'amore eternit è un singolo del rapper italiano Fedez, pubblicato il 27 marzo 2015 come terzo estratto dal quarto album in studio Pop-Hoolista.

## Descrizione
Quindicesima traccia di Pop-Hoolista, L'amore eternit, che vede la partecipazione vocale della cantante italiana Noemi, racconta il parallelismo tra l'amore e l'eternit, dove lo Stato è come l'amore «perché prima ti fotte e poi ti abbandona».

## Video musicale
Il video, diretto da Mauro Russo e prodotto da Oblivion Production e Calibro9, è stato reso disponibile il 7 aprile 2015 attraverso il canale YouTube del rapper.
Esso è un montaggio serrato di immagini molto forti che appartengono al genere splatter ed è ambientato in uno scenario distopico che descrive una società dai tratti spaventosi e apocalittici.

## Classifiche
| Classifica (2015) | Posizione massima |
| ----------------- | ----------------- |
| Italia            | 6                 |